# میرزاقاسم
میرزاقاسم (به ترکی آذربایجانی: Mirzəqasım) یک منطقه مسکونی در جمهوری آذربایجان است که در شهرستان قوبا و در دهیاری حاجی‌غایب واقع شده‌است.